# Mitjanit
La mitjanit és el moment equivalent a les dotze de la nit, just quan un dia canvia pel dia següent (en el format de rellotge més usual de dotze o vint-i-quatre hores). S'oposa al migdia.
Malgrat no ser el punt mig de la nit, ja que aquest varia segons l'època de l'any i la latitud, la mitjanit s'ha associat culturalment a la nit més profunda i les seves connotacions. Així, s'associa al moment en què regna la bruixa i altres criatures terrorífiques associades a la foscor. Per aquest motiu és també una hora límit, com s'aprecia al conte de La Ventafocs, la qual ha de tornar a casa abans de mitjanit, quan es desfarà l'encanteri que la fa semblar una princesa ricament vestida. Com a canvi de dia, té una rellevància especial el 31 de desembre, quan es produeix la celebració culminant de la nit de cap d'any.